# بيليساريوس
افلافيُس بِلِساريُس (500 - 565 م) كان أحد أعظم الجنرالات الرومان الشرقيين. كان مفيداً لمشروع الامبراطور جستنيان الطموح لإعادة احتلال جزء كبير من أراضي حوض البحر الأبيض المتوسط التي ملكتها الإمبراطورية الرومانية الغربية السابقة والتي فقدتها قبل قرن من الزمان.

## بدايات حياته
ولد بيليساريوس قد حوالي العام 505 ميلادي في جرمانيا، وهي منطقة على حدود تراقيا ومقدونيا. ويحتمل أن اسمه ذو أصل سلافي. وعندما كان شابا خدم بين حرس جستين وجوستنيان، وعينه الأخير قائد الجيش الشرقي. حقق بيليساريوس نصرا بارزا على الفرس في معركة دارا عام 530، وقاد حملة ناجحة ضدهم حتى أجبر في السنة التالية على خوض معركة كالينيكوم وعانى من الهزيمة بسبب طيش جنوده. تم استدعائه إلى القسطنطينية، وتزوج أنطونينا، وهي من الحاشية المفضلة للإمبراطورة ثيودورا. قام بيليساريوس بقمع عصيان الفريقين «الأخضر» و«الأزرق» في المدرج (المعروف بعصيان نيكا عام 532) وقدم إلى جوستينيان معروفا بأن سحق الثوار الذين أعلنوا هيباتيوس إمبراطورا.

## حملاته العسكرية

خريطة تبين الحملة على المملكة الوندالية أعوام 533-534.

في عام 533 قاد الحملة ضد المملكة الوندالية في أفريقيا، وهو موقع تجنبه بقية الجنرالات الإمبراطوريين، وتم منحه إلى بيليزاريوس. واحتل قرطاجة مع 15,000 من المرتزقة الذين دربهم على أسس الانضباط الروماني، وهزم غيليمر ملك الوندال وحمله أسيرا في عام 534، لتشريف النصر الأول الذي شهدته القسطنطينية. وكمكافأة عن هذه الخدمات تم تكريم بيليزاريوس بالمنزلة القنصلية، وصكت الأوسمة على شرفه.
في هذا الوقت، كانت مملكة القوط الشرقيين، التي أسسها ثيودوريك العظيم في إيطاليا، قد اهتزت بسبب الخلافات الداخلية، فقرر جوستينيان أن يستثمر الأمر لصالحه. وبهذا فقد قام بيليزاريوس بغزو صقلية؛ وبعد اجتياح نابولي ودفاعه عن روما لمدة سنة تقريبا ضد كامل قوة القوط في إيطاليا، أنهى الحرب باحتلال رافينا، وأسر الملك القوطي فيتيغس. وكانت بطولة بيليزاريوس ومهارته العسكرية واضحة حتى أن القوط الشرقيين عرضوا أن يقروا به إمبراطورا للغرب. لكن ولاءه ظل ثابتا فرفض العرض وعاد إلى القسطنطينية في عام 540.
في السنة التالية أرسل ليوقف تقدم الملك الفارسي كسرى أنوشروان؛ لكن خططه أحبطت بسبب الاضطراب داخل قواته، ولم يحقق أي نتيجة حاسمة. وعند عودته إلى القسطنطينية عاش مخزيا لفترة من الوقت، لكن أعفى عنه من خلال نفوذ أنطونينا على الإمبراطورة. وبعد أن أعاد القوط احتلال إيطاليا في هذه الأثناء، بعث بيليزاريوس لمواجهتهم بالقوات كانت ناقصة جدا. ورغم هذا، استطاع أن يطرد أعدائه في خلال خمس حملات، حتى أبعد من القيادة، وائتمنت إدارة الحرب إلى الخصي نارسيس. بقى بيليزاريوس في القسطنطينية متقاعدا في سلام حتى العام 559، عندما بث هجوم البلغار الهمج الرعب داخل العاصمة، ودارت عيون الرجال مرة أخرى نحو المحارب المهمل، الذي وضع نفسه على رأس خليط متعدد من الفلاحين والجنود، وصد البرابرة بشجاعته المعهودة ودهائه. لكن هذا الانتصار، مثل انتصاراته السابقة، أثار حسد جوستينيان. واستقبل منقذ البلاد ببرود وترك بدون مكافأة من قبل مليكه المرتاب. بعد ذلك بقليل اتهم بيليزاريوس بالتواطؤ في مؤامرة ضد الإمبراطور (562)؛ وصودرت ثروته، وحبس كسجين في قصره. وتم تحريره وأعيد للحظوة في عام 563، ومات في عام 565.

## بيليساريوس في التراث
تظهر قصة عن بيليزاريوس أنه كان يتجول كشحاذ ضرير عبر شوارع القسطنطينية، وتبناها جان فرانسوا مارمونتل في رواية بيليسير Belisaire، وتبناها غيره من الرسامين والشعراء، وذكرت أول مرة في القرن العاشر. وسماه إدوارد جيبون «بيلزاريوس الإفريقي من روما الجديدة». وعرف عنه أنه الرحمة في فتوحاته، وعرفت عنه الصرامة والانضباط، وكذلك الحذر والجرأة؛ بينما تبدو شجاعته وولائه وصبره بأنها صفات لا تشوبها شائبة تقريبا. وكان محبوبا من جنوده وخبيرا في الخطط الحربية، لكنه لم يكن إستراتيجيا عظيما.